# Dalkendorf
Dalkendorf ist eine Gemeinde im Landkreis Rostock in Mecklenburg-Vorpommern (Deutschland). Die Gemeinde wird vom Amt Mecklenburgische Schweiz mit Sitz in der nicht amtsangehörigen Stadt Teterow verwaltet.

## Geografie
Die Gemeinde Dalkendorf in der Mecklenburgischen Schweiz nahe der Stadt Teterow liegt in einem hügeligen Gebiet, das in der Nähe des Ortsteiles Appelhagen fast 100 m ü. NN erreicht (Naturschutzgebiet Teterower Heidberge).
Umgeben wird Dalkendorf von den Nachbargemeinden Warnkenhagen im Norden, Thürkow im Nordosten, Teterow im Südosten, Groß Roge im Süden sowie Lalendorf im Westen.

### Gemeindegliederung
Zu Dalkendorf gehören die Ortsteile Amalienhof, Appelhagen und Bartelshagen.

## Geschichte
Am 5. Dezember 1290 taucht der Ort Dalkendorf erstmals in einer Urkunde auf. 1638 war Dalkendorf fürstlicher Besitz und gehörte zu Lütten Wokern (Klein Wokern). 1704 wurde Dalkendorf aus der Gehörigkeit von Klein Wokern gelöst und die Staatsdomäne verpachtet. Das ehemalige Gutshaus besteht heute noch.
Vor 1415 bis 1481 saßen die von Barold auf Appelhagen.
Appelhagen stand im Zusammenhang mit der Familie von Zepelin und wurde erstmals 1481 erwähnt. Der Besitz wurde innerhalb der weitverzweigten Familie von Zepelin immer wieder gewechselt. Der Park am ehemaligen Gutshaus beherbergt zahlreiche schöne Bäume, alte Eichen und eine Sumpfzypresse auf einer Insel im Teich. Dazu gehört eine Kapelle.
Die erste urkundliche Erwähnung des Ortsteils Bartelshagen datiert ins Jahr 1629. Hier wirkte ab 1829 der Landwirtschaftsreformer Carl Pogge, der mit dem gleichgesinnten Johann Heinrich von Thünen eng befreundet war.
Am 1. Juli 1950 wurden die bis dahin eigenständigen Gemeinden Amalienhof und Bartelshagen eingegliedert.
Amalienhof wurde erstmals 1793 erwähnt. Hier verlebte die Schriftstellerin Fanny Tarnow ihre Jugendjahre. Ihr Vater Johann David Tarnow hatte das Gut nach seiner Ehefrau Amalie von Holstein benannt. Das leerstehende Amalienhofer Gutshaus brannte Ende 2004 aus.
Die landwirtschaftliche Ertragssteigerung durch neue Methoden machte die Gemeinde auch überregional bekannt. Die Umgebung Dalkendorfs wird auch heute noch von der Landwirtschaft geprägt. Wenige hundert Meter vom Ortsteil Appelhagen liegt der Teterower Bergring, eine der schönsten Grasbahnen Norddeutschlands. Hier finden seit vielen Jahren international besetzte Motorrad-Rennen statt.

## Verkehrsanbindung
Von Dalkendorf führen Verbindungsstraßen nach Teterow und Lalendorf. Vom 6 km entfernten Teterow bestehen Bundesstraßen-Verbindungen in alle Richtungen. Nahe Lalendorf befindet sich die Autobahn-Anschlussstelle Güstrow (A 19). In Teterow besteht Bahnanschluss (Bahnstrecke Güstrow–Neubrandenburg).

## Persönlichkeiten
- Henry Greffrath (1818–1899), deutscher Schriftsteller und Revolutionär von 1848, geboren in Amalienhof
- Heidi Oetinger (1908–2009), deutsche Verlegerin

## Belege
1. ↑  Statistisches Amt M-V – Bevölkerungsstand der Kreise, Ämter und Gemeinden 2023 (XLS-Datei) (Amtliche Einwohnerzahlen in Fortschreibung des Zensus 2011) (Hilfe dazu).
2. ↑  Wolf Lüdeke von Weltzien: Familien in Mecklenburg und Vorpommern. Band 3, Nagold 1992, S. 28.
3. ↑  Reinhard Rösler: „Ich gelte für eins der geistreichsten Weiber unseres Zeitalters …“ Die Schriftstellerin Fanny Tarnow in Mecklenburg und anderswo. In: Martin Guntau (Hrsg.): Mecklenburger im Ausland. Historische Skizzen zum leben und Wirken von Mecklenburgern in ihrer Heimat und in der Ferne. Edition Temmen, Bremen 2001, ISBN 3-86108-772-3, S. 62–68.